# ريتشارد إس. تايلور
ريتشارد إس. تايلور (بالإنجليزية: Richard S. Taylor)‏ هو عالم عقيدة أمريكي، ولد في 30 مارس 1912، وتوفي في 19 يونيو 2006.